# Layneker Zafra
Layneker Zafra (San Cristóbal, Táchira, Venezuela; 23 de mayo de 1986) es un exfutbolista colombo-venezolano (ya que posee la doble nacionalidad). Jugaba como lateral derecho. Y su último club fue el Zamora FC de la Primera División de Venezuela.

## Trayectoria
A finales del 2015 llega al América de Cali para ascender a la Primera División Colombia que finalmente no consiguió debido a eso no pudo continuar.
Este 2017 jugará con el Deportivo Táchira la Copa Libertadores 2017.

## Clubes
| Club                    | País      | Temporadas  |
| ----------------------- | --------- | ----------- |
| Italmaracaibo           | Venezuela | 2005        |
| Monagas SC              | Venezuela | 2006 - 2007 |
| UA Maracaibo            | Venezuela | 2007        |
| Monagas SC              | Venezuela | 2008        |
| UA Maracaibo            | Venezuela | 2008 - 2009 |
| Cortuluá                | Colombia  | 2010        |
| Deportivo Táchira       | Venezuela | 2010 - 2011 |
| Zamora FC               | Venezuela | 2011 - 2014 |
| Atlético Huila          | Colombia  | 2015        |
| América de Cali         | Colombia  | 2015        |
| Atlético Venezuela      | Venezuela | 2016        |
| Deportivo La Guaira     | Venezuela | 2016        |
| Deportivo Táchira       | Venezuela | 2017        |
| Deportivo Anzoátegui    | Venezuela | 2017        |
| Academia Puerto Cabello | Venezuela | 2018        |
| Zamora FC               | Venezuela | 2019 - 2021 |

## Palmarés

### Campeonatos nacionales
| Título                      | Club               | País      | Año     |
| --------------------------- | ------------------ | --------- | ------- |
| Torneo Apertura             | Deportivo Táchira  | Venezuela | 2010    |
| Primera División Venezolana | Deportivo Táchira  | Venezuela | 2010/11 |
| Torneo Clausura             | Zamora Fútbol Club | Venezuela | 2013    |
| Primera División Venezolana | Zamora Fútbol Club | Venezuela | 2012/13 |
| Torneo Clausura             | Zamora Fútbol Club | Venezuela | 2014    |
| Primera División Venezolana | Zamora Fútbol Club | Venezuela | 2013/14 |